# Spencer County, Indiana
Spencer County är ett administrativt område i sydligaste delen av delstaten Indiana, USA, med 20 952 invånare. Den administrativa huvudorten (county seat) är Rockport.

## Geografi
Enligt United States Census Bureau har countyt en total area på 1 039 km². 1 032 km² av den arean är land och 7 km² är vatten.

### Angränsande countyn
- Dubois County - norr
- Daviess County, Kentucky - söder
- Perry County - öst
- Hancock County, Kentucky - sydost
- Warrick County - väst

### Orter
- Chrisney
- Dale
- Gentryville
- Grandview
- Richland City
- Rockport (huvudort)
- Santa Claus